# Dainville-Bertheléville
Dainville-Bertheléville és un municipi francès situat al departament del Mosa i a la regió del Gran Est. L'any 2007 tenia 154 habitants.

## Demografia

### Població
El 2007 la població de fet de Dainville-Bertheléville era de 154 persones. Hi havia 66 famílies, de les quals 24 eren unipersonals (12 homes vivint sols i 12 dones vivint soles), 19 parelles sense fills, 19 parelles amb fills i 4 famílies monoparentals amb fills.
La població ha evolucionat segons el següent gràfic:
Habitants censats

### Habitatges
El 2007 hi havia 128 habitatges, 68 eren l'habitatge principal de la família, 41 eren segones residències i 19 estaven desocupats. 124 eren cases i 4 eren apartaments. Dels 68 habitatges principals, 60 estaven ocupats pels seus propietaris, 6 estaven llogats i ocupats pels llogaters i 2 estaven cedits a títol gratuït; 2 tenien dues cambres, 14 en tenien tres, 21 en tenien quatre i 31 en tenien cinc o més. 32 habitatges disposaven pel capbaix d'una plaça de pàrquing. A 35 habitatges hi havia un automòbil i a 24 n'hi havia dos o més.

### Piràmide de població
La piràmide de població per edats i sexe el 2009 era:
| Homes | Edats   | Dones |
| ----- | ------- | ----- |
| 0     | 95 o +  | 1     |
| 0     | 90 a 94 | 0     |
| 1     | 85 a 89 | 0     |
| 1     | 80 a 84 | 1     |
| 5     | 75 a 79 | 4     |
| 7     | 70 a 74 | 8     |
| 4     | 65 a 69 | 6     |
| 6     | 60 a 64 | 2     |
| 4     | 55 a 59 | 4     |
| 5     | 50 a 54 | 4     |
| 5     | 45 a 49 | 3     |
| 3     | 40 a 44 | 2     |
| 8     | 35 a 39 | 2     |
| 2     | 30 a 34 | 8     |
| 6     | 25 a 29 | 5     |
| 1     | 20 a 24 | 2     |
| 7     | 15 a 19 | 3     |
| 2     | 10 a 14 | 6     |
| 6     | 5 a 9   | 1     |
| 1     | 0 a 4   | 3     |

## Economia
El 2007 la població en edat de treballar era de 87 persones, 55 eren actives i 32 eren inactives. De les 55 persones actives 48 estaven ocupades (30 homes i 18 dones) i 7 estaven aturades (1 home i 6 dones). De les 32 persones inactives 10 estaven jubilades, 6 estaven estudiant i 16 estaven classificades com a «altres inactius».

### Ingressos
El 2009 a Dainville-Bertheléville hi havia 69 unitats fiscals que integraven 159 persones, la mediana anual d'ingressos fiscals per persona era de 15.104 €.

### Activitats econòmiques
Dels 3 establiments que hi havia el 2007, 1 era d'una empresa extractiva i 2 d'empreses de fabricació d'altres productes industrials.
L'any 2000 a Dainville-Bertheléville hi havia 4 explotacions agrícoles que ocupaven un total de 540 hectàrees.

## Poblacions més properes
El següent diagrama mostra les poblacions més properes.